# Anillo de compromiso

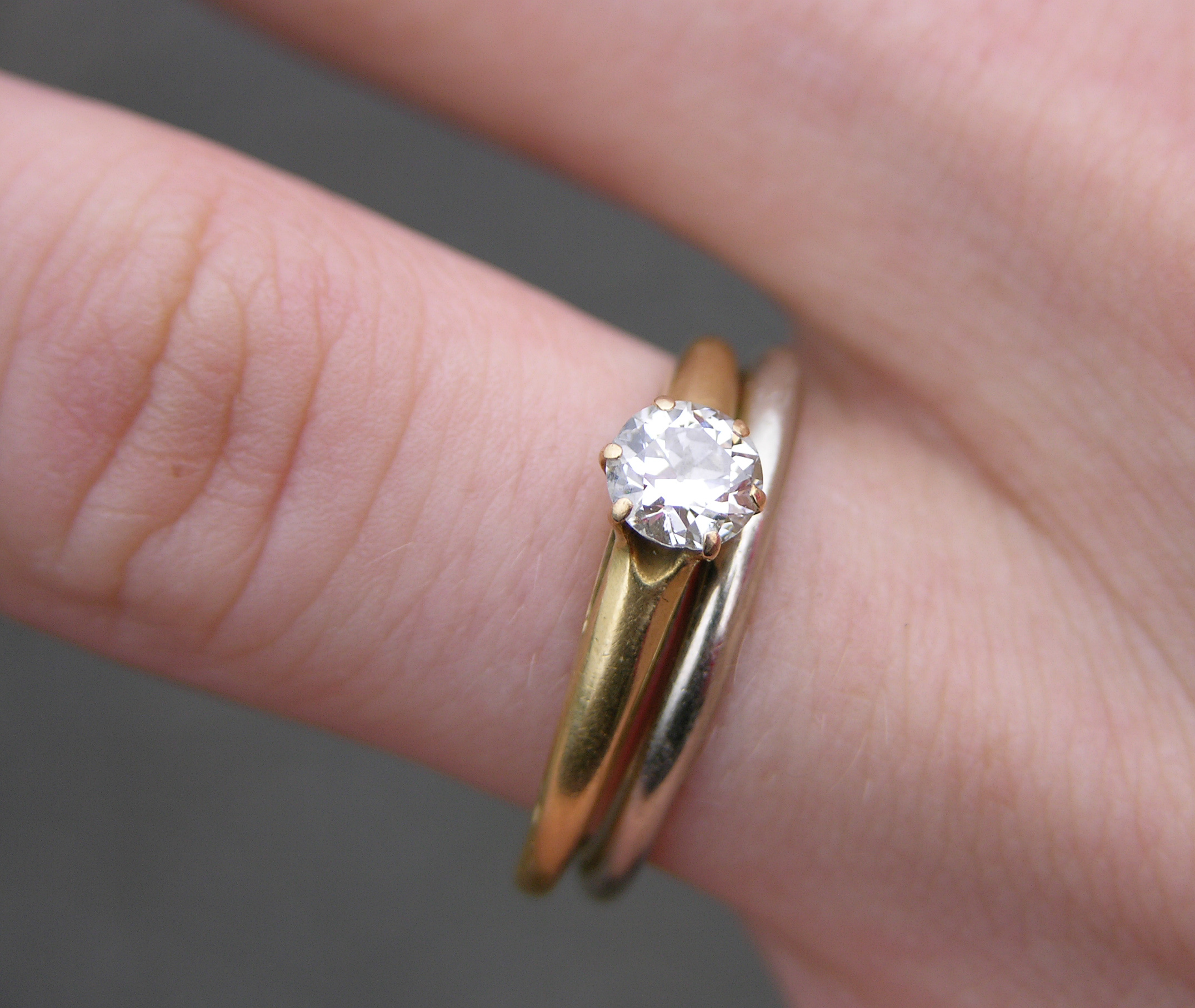
Anillo de oro con diamante en solitario.

Un anillo de compromiso es aquel que, según las costumbres occidentales, se lleva para indicar su compromiso de casarse. El aro liso de oro del anillo de boda simboliza la eternidad y el ciclo de la vida. Se piensa que el anillo también representa la fidelidad y amor incondicional.
El anillo se lleva en el dedo anular (que según la tradición contiene la vena amoris). La mano en la que tradicionalmente se lleva depende de cada zona.
Pero desde hace cientos de años, se dice que la vena amoris pasa por el dedo anular izquierdo que conecta directamente al corazón (téngase en cuenta que la vena amoris no existe realmente). Tradicionalmente, es ofrecido por el hombre como regalo a su novia mientras o cuando ella accede a la proposición de matrimonio. Representa una aceptación formal del futuro compromiso.

## Tradición en los diferentes países
Hoy en día, en los Estados Unidos de América es cada vez más habitual (aunque aún no demasiado extendido), que una mujer también compre un anillo de compromiso a su pareja en el momento de la petición.
Es importante mencionar que, en Chile como en el resto de Latinoamérica, las costumbres pueden variar dependiendo de la cultura o la religión. En algunos países y culturas, el anillo de compromiso se lleva en la mano derecha.  La novia normalmente recibe como anillo de compromiso un anillo de platino u oro blanco, el cual generalmente tiene incrustado alguna piedra, que puede ser semipreciosa (Moissanita) o preciosa (como un diamante).
En algunas regiones de Chile, Perú, España y de México, el novio recibe tradicionalmente un reloj de compromiso en respuesta al anillo de compromiso. En Chile, en anillo de compromiso suele usarse en la mano derecha, hasta después del matrimonio, donde pasa a la mano izquierda junto a la argolla.
Tradicionalmente, en España también se ofrecía una joya a la mujer en la pedida de mano (que solía ser una pulsera) y, solo en tiempos recientes, se está extendiendo el anillo como preferencia.
En México se tiene una tradición que dicta que el precio del anillo debe ser el equivalente a 2 meses del sueldo libre del novio. Este sueldo suele considerarse con la cantidad percibida el día que la pareja comenzó su noviazgo.
Los distintos canales de venta de un anillo de compromiso han evolucionado con los tiempos. Tradicionalmente tales piezas se adquieren en tiendas locales, pero también se pueden comprar por internet.